# Walking in My Sleep
Walking in My Sleep is een nummer uit 1984 van de Britse muzikant Roger Daltrey, bekend van The Who. Het is de eerste single van zijn vijfde soloalbum Parting Should Be Painless.
Het nummer werd een bescheiden hitje in de VS, Nederland en Daltrey's thuisland het Verenigd Koninkrijk. In het Verenigd Koninkrijk haalde het nummer de 56e positie. Het meeste succes had het nummer in Nederland, waar het de 35e positie behaalde in de Nederlandse Top 40.